# NGC 4236

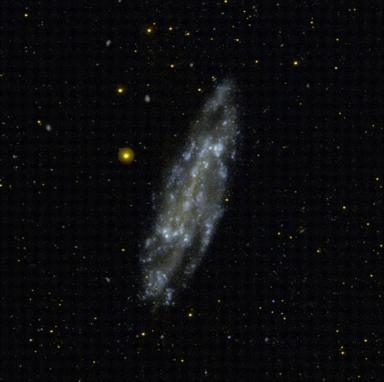
NGC 4236 en ultraviolet par le télescope spatial GALEX.

NGC 4236 (aussi appelé Caldwell 3) est une galaxie spirale barrée de type magellanique vue par la tranche et située dans la constellation du Dragon. NGC 5236 a été découverte par l'astronome germano-britannique William Herschel en 1793.

## Caractéristiques
La classe de luminosité de NGC 4236 est IV-V et elle présente une large raie HI.

### Distance
Sa vitesse par rapport au fond diffus cosmologique est de 82 ± 7 km/s. Ainis, cette galaxie est trop près du groupe local et on ne peut pas utiliser la loi de Hubble-Lemaître pour calculer sa distance puisque sa vitesse radiale est nulle.
Cependant, 21 mesures non basées sur le décalage vers le rouge (redshift) ont été réalisées à ce jour. Ces mesures donnent une distance moyenne de 3,393 ± 1,251 Mpc (∼11,1 millions d'al). 

### Morphologie
NGC 4236 a été utilisée par Gérard de Vaucouleurs comme une galaxie de type morphologique SB(s)dm dans son atlas des galaxies,.

### Brillance de surface
En raison d'une valeur de 15,09 mag/am2, NGC 4236 est une galaxie à faible brillance de surface.

### Galaxie isolée?
La base de données NASA/IPAC indique que NGC 4236 est une galaxie du champ, c'est-à-dire qu'elle n'appartient pas à un amas ou un groupe et qu'elle est donc gravitationnellement isolée. Deux autres sources indiquent qu'elle fait partie du groupe de M81.

## Groupe de M81
NGC 4236 fait partie du groupe de M81,. Ce groupe compte près d'une quarantaine de galaxies connues dont les plus importantes sont M81 (NGC 3031), M82 (NGC 3034), NGC 2366, NGC 2403, NGC 2976 et IC 2574. Les distances de ces galaxies ne peuvent être calculées en utilisant le décalage vers le rouge, car elles sont trop rapprochées de la Voie lactée.